# Батавин, Пётр Фёдорович
Пётр Фёдорович Бата́вин (22 июня 1915 — 21 ноября 1978) — гвардии красноармеец, стрелок 126-го гвардейского стрелкового полка 41-й гвардейской стрелковой дивизии, Герой Советского Союза (24.03.1945).
П. Ф. Батавин родился в 1915 году в городе Саратове. Работал на почте извозчиком. Участвовал в строительстве линии РУЖД Пенза-Балашов.
С началом Великой Отечественной войны был мобилизован, сражался на Западном фронте, в 1941 году попал в плен, где пробыл больше года.
С февраля 1944 года сражался на 2-м и 3-м Украинских фронтах.
Звание Героя Советского Союза с вручением ордена Ленина и медали «Золотая Звезда» (номер 4884) Батавину присвоено 24 марта 1945 года за отвагу и мужество, проявленные при форсировании Дуная, захвате и удержании плацдарма на западном берегу реки.
После демобилизации в 1945 году жил и работал в Саратове.

## Память
Именем П. Ф. Батавина в городе Саратове названа улица в посёлке Солнечный.